# Lysandra rufoclarens
Lysandra rufoclarens är en fjärilsart som beskrevs av Ruggero Verity 1926. Lysandra rufoclarens ingår i släktet Lysandra och familjen juvelvingar. Inga underarter finns listade i Catalogue of Life.